# Deus ex machina

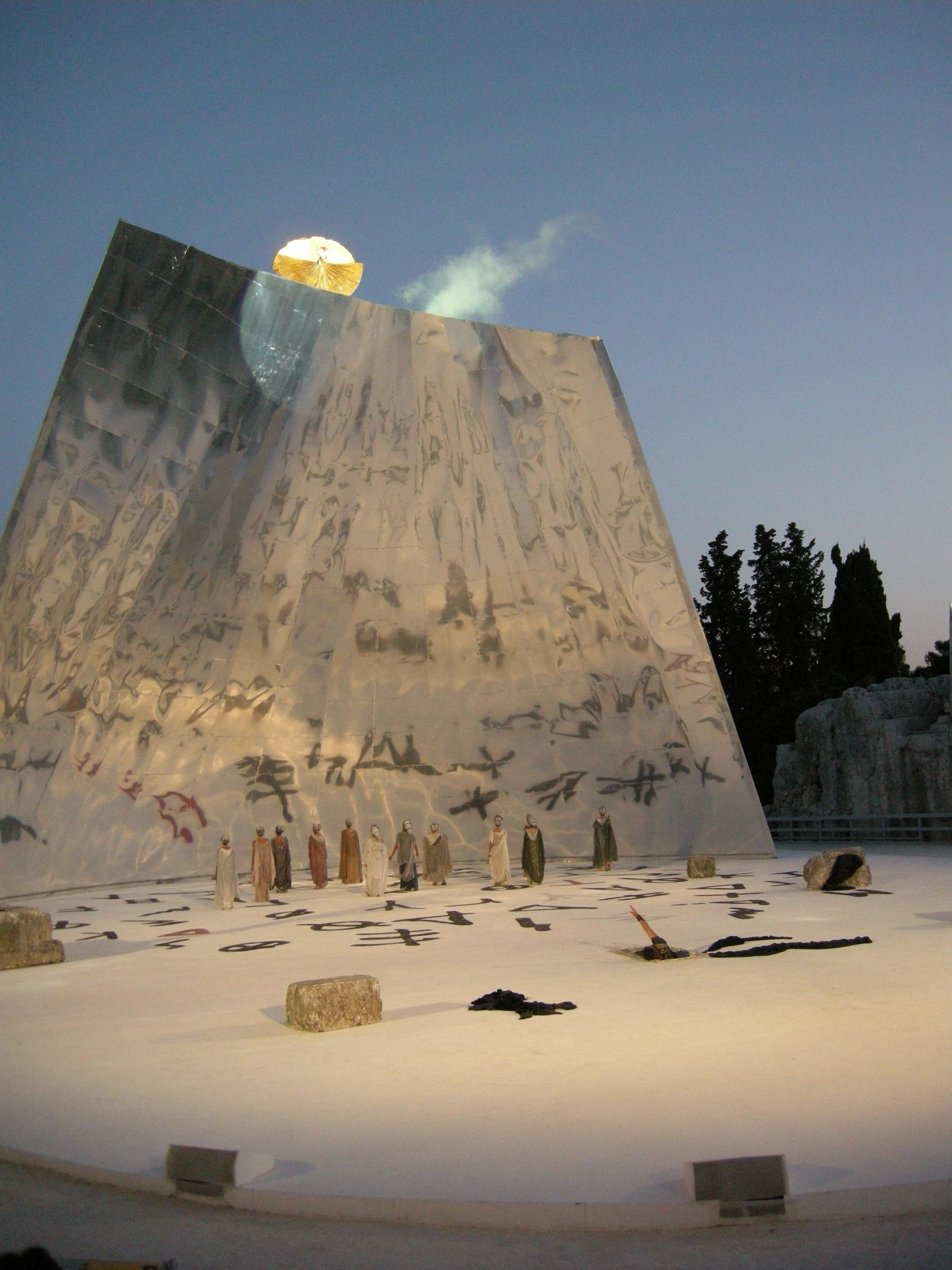
Deus ex machina в класичному театрі: мізансцена «Медеї» Еврипіда, раптова поява крилатої колісниці Геліоса. 2009 рік, Сіракузи, Італія

Deus ex machina (укр. бог із машини, ['de.ʊs eks 'maːkʰi.naː]) — прийом драматургії; латинська фраза, що означає несподіваний поворот у фабулі завдяки втручанню сторонніх могутніших сил чи обставин. Фраза бере свої витоки у театрі Стародавньої Греції, де для появи персонажів-богів на сцені застосовувалися механічні пристрої.
Ставлення критиків до такого прийому часто негативне. Вважається, що автор загнав себе в глухий кут, а тому ситуація вимагає чудодійного порятунку. Однак автори іноді застосовують його цілком свідомо, наприклад, щоби підкреслити безвихідь ситуації, або створити комічний ефект.

## Походження

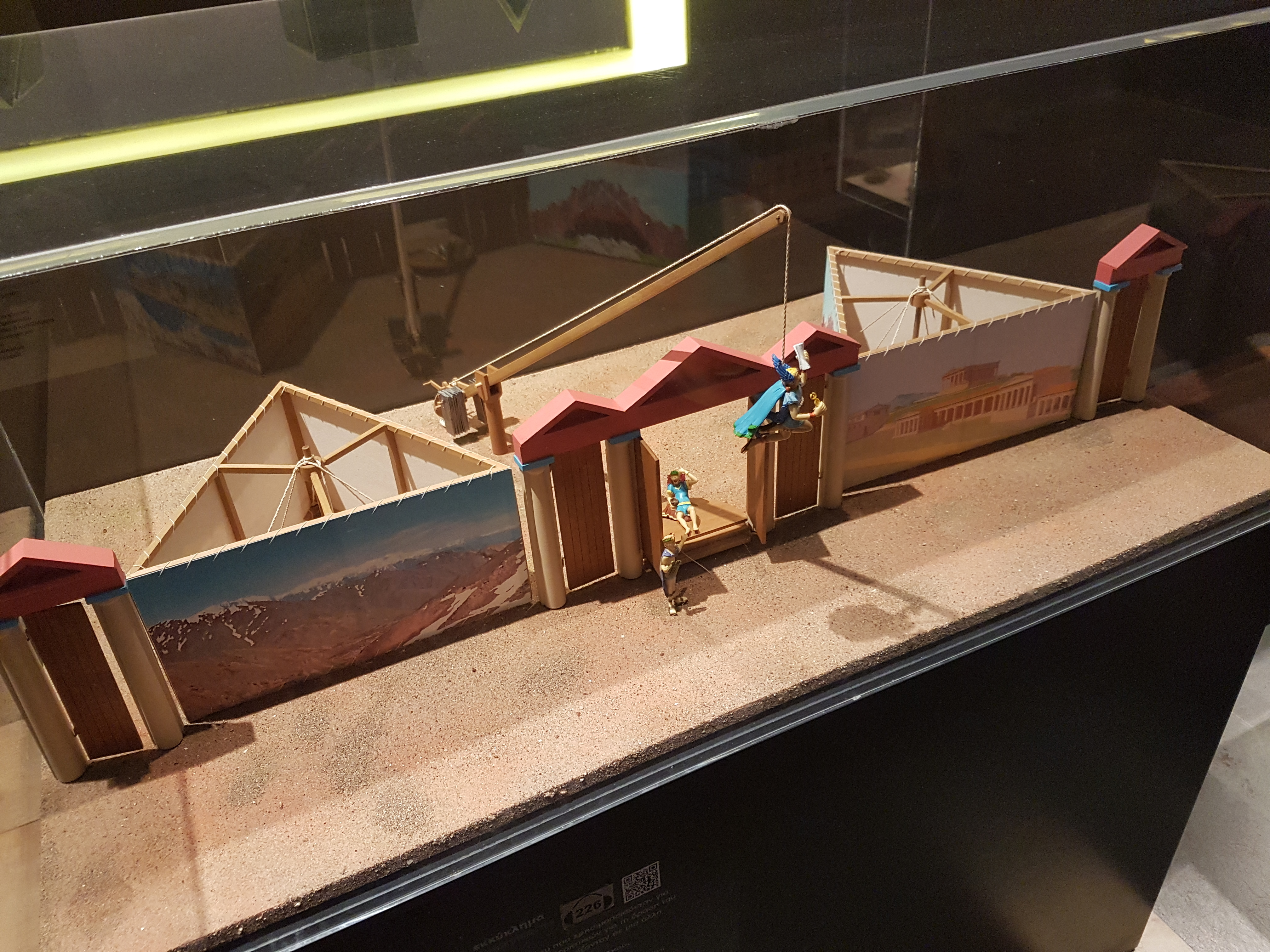
Модель античної Deus Ex Machina

Фраза походить від прийому в античному театрі, коли в небі з'являється божество, щоб вирішити конфлікт. Зображення божества рухалося за допомогою крана. Використання цього прийому відоме з V ст. до н. е. в «Філоктеті» Софокла та багатьох постановках Еврипіда. Найчастіше фраза «Deus ex machina» стосується неочікуваного порятунку від нездоланного для головних персонажів лиха.
Реалізація Deus ex machina в американських фільмах породила іншу споріднену назву: «прибуття кавалерії».

## Критика
Прийом Deus ex machina часто вважається мистецтвознавцями небажаним, оскільки непослідовно вирішує сюжетний конфлікт, тим самим штучно скорочуючи твір і знецінюючи попередні події. Наприклад, на допомогу героям в останню мить прибуває підмога; в них з'являється невідома досі інформація; або стається вигідний збіг обставин. Так, у фільмі «Знаки» нездоланні злі інопланетяни в фіналі виявляються вразливі до звичайної води.

## Приклади обґрунтованої Deus ex machina
Герберт Велз у «Війні світів» застосував Deus ex machina для усунення ворогів: марсіани, що напали на Землю, гинуть від тутешніх бактерій. Письменник використав це з іронією: наймогутніші істоти виявляються безсилими проти, здавалося б, найменших і найслабших; водночас цим підкреслюється як життя в стерильних умовах зробило їх вразливими.
Джон Толкін вважав Deus ex machina невід'ємною частиною казкової оповіді та регулярно використовував у своїх творах, називаючи «евкатастрофою». Її суть полягає в неочікуваній чудесній благодаті, завдяки якій рятуються герої. Наприклад, у «Володареві перснів» чарівник Ґандальф рятується від Сарумана, а Фродо й Сем від виверження Судної Гори.
У фільмі «Монті Пайтон і Священний Грааль» через Deus ex machina в поєднанні з анахронізмом досягається комічний ефект: лицарів, які зібралися на вирішальну битву, заарештовує поліція. В «Парку Юрського періоду» «богом з машини» постає тиранозавр, завдяки раптовій появі якого герої рятуються від рапторів.